# Dampierre-sur-Boutonne
Dampierre-sur-Boutonne ist eine westfranzösische Gemeinde mit 271 Einwohnern (Stand 1. Januar 2022) im Département Charente-Maritime in der Region Nouvelle-Aquitaine. Die Bewohner werden Dampierrois und Dampierroises genannt.

## Lage
Dampierre-sur-Boutonne liegt ca. 50 Meter ü. d. M. im Nordosten der historischen Kulturlandschaft der Saintonge etwa 50 Kilometer (Fahrtstrecke) nordöstlich von Saintes bzw. ebenfalls etwa 50 Kilometer nordwestlich der Stadt Cognac. Aulnay mit seiner sehenswerten Kirche Saint-Pierre befindet sich nur etwa acht Kilometer südöstlich. Die Gemeinde Matha, Hauptort des Kantons, mit ihren beiden interessanten Kirchen liegt ca. 26 Kilometer in südlicher Richtung. Durch den Ort fließt der Fluss Boutonne.

## Bevölkerungsentwicklung
| Jahr      | 1968 | 1975 | 1982 | 1990 | 1999 | 2007 | 2016 | 2019 |
| Einwohner | 416  | 385  | 348  | 335  | 297  | 299  | 279  | 282  |

## Wirtschaft
Entlang der Boutonne siedelten sich im ausgehenden Mittelalter mehrere Wassermühlen an, die – immer wieder modernisiert – bis ins ausgehende 19. Jahrhundert in Betrieb waren. Wurde in der Gegend jahrhundertelang neben der Landwirtschaft auch Weinbau betrieben, so wurden sämtliche Weinstöcke Ende des 19. Jahrhunderts infolge der Reblauskrise ausgerissen und nicht wieder neu angepflanzt. Heute lebt der Ort im Wesentlichen vom Getreideanbau (Weizen, Mais, Sonnenblumen, Raps) und von der Viehwirtschaft (Milch, Käse).

## Geschichte
Die Geschichte von Dampierre-sur-Boutonne reicht bis in die römische bzw. gallorömische Zeit zurück, als in der Nähe ein befestigtes Feldlager (castrum) stand.
Im 10./11. Jahrhundert wurde eine Burg errichtet, von der ein oktogonaler Treppenturm in die Kirche des 12. Jahrhunderts integriert wurde.
Im Hundertjährigen Krieg (1337–1453) fiel Dampierre vorübergehend in englische Hände, bis es im Jahr 1373 von Bertrand du Guesclin für die französische Krone zurückerobert wurde. Während der Hugenottenkriege in der Zeit von 1562 bis 1598 hatten sowohl die Kirche wie auch die Burg wiederholte Übergriffe von Seiten der Protestanten zu erdulden.

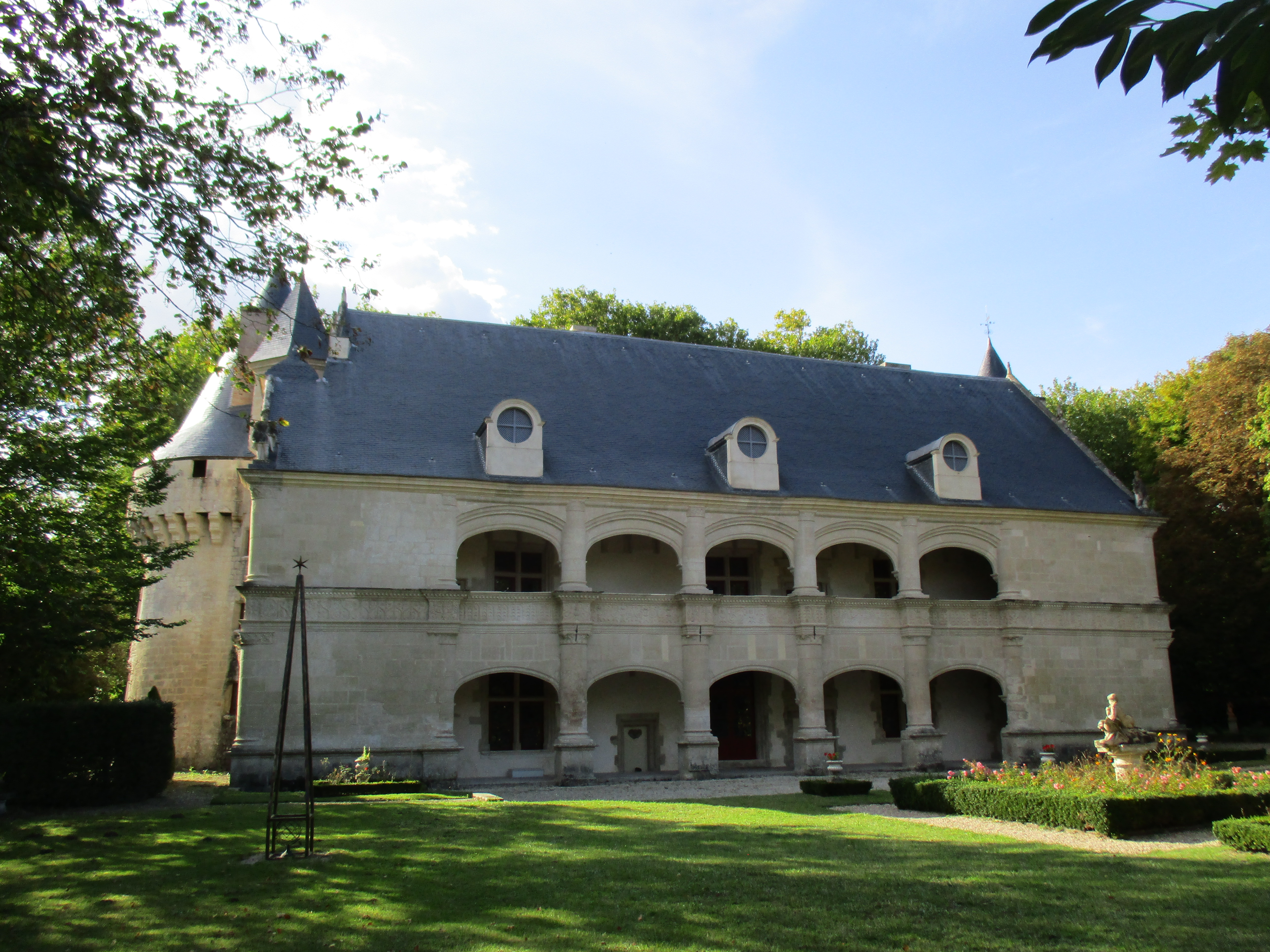
Fassade des Schlosses mit den Renaissance-Galerien

Im Jahr 1495 trennte sich die Baronie Dampierre von der Baronie Surgères; François de Clermont, der aus den italienischen Kriegen zurückkehrte, begann mit dem Bau des Renaissanceschlosses auf zwei Inseln der Boutonne, das um 1475 fertiggestellt wurde. Sein Enkel Claude de Clermont wurde erster Herr der königlichen Kammer von Franz I., welcher 1539 hier zur Jagd weilte. Claude heiratete Jeanne de Vivonne, deren Vater und Bruder Seneschälle des Poitou und bekannte Feldherren waren, doch starb er 1545 in Ungnade. Nach seinem Tod baute seine Witwe Jeanne das Schloss zwischen 1545 und 1550 um, indem sie zwei übereinander angeordnete Galerien im italienischen Stil hinzufügte. Deren Gewölbe ließ sie mit der Initiale „H“ für König Heinrich II., Sohn und Nachfolger des 1547 verstorbenen Franz I., verzieren. Das „H“ ist verschlungen mit einer zweilesbaren Chiffre, H + C oder H + D. Übliche Lesart wäre die Initiale der Königsgemahlin Cathérine, jedoch erscheint hier auch eine Anspielung auf die Hauptmätresse des Königs, Diana von Poitiers, möglich, deren beide jüngere Schwestern mit Angehörigen des Hauses Clermont verheiratet waren, darunter Antoine III. de Clermont, Cousin des verstorbenen Claude.
Claudes Tochter Claude-Cathérine heiratete 1561 Jean d'Annebault, Baron de Retz, Herr von Machecoul und Sohn des Admirals von Frankreich Claude d’Annebault, letzter Günstling von Franz I. Nach dem frühen Tod ihres ersten Mannes heiratete sie 1565 Albert de Gondi, duc de Retz, der 1581 von Heinrich III. zum Herzog erhoben wurde, weshalb seine Frau vor allem als Herzogin von Retz bekannt ist. Sie blieb berühmt für den Salon, den sie ab 1570 in Paris abhielt. In der Nacht des 22. Januar 1586 wurde die Burg von Protestanten belagert, aber durch die Ankunft des Gouverneurs Malicorne gerettet, der die Angreifer erhängte. Am 4. Mai 1587 wurde die Burg von Condé eingenommen und geplündert, um die Zerstörung der Burg Marcoussis, Eigentum von Condés Frau, durch Gondi zu rächen.
Im Jahr 1599 wurde das Schloss an David Fourré verkauft, der einen Teil der Gebäude abriss, den in einen Garten umgewandelten Innenhof verschloss und die mit Steinbalustraden verzierte Westterrasse anlegte; seine Familie behielt es bis 1712. Im Jahr 1752 wurde es vom Marquis Philippe-Christophe-Amateur de Gallifet erworben. Nach der Revolution von 1789 emigrierte die Familie; die Spiegelbecken wurden zugeschüttet (und erst im Jahr 2000 restauriert). 1793 wurden die Burgtore aufgebrochen  und „drei Wagenladungen Archive“ auf dem Dorfplatz verbrannt; das Schloss wurde Staatseigentum und am 8. April 1795 für 100.000 Francs an den Bauern Dubois verkauft, der seinen Kauf mit zwei Fässern Brandy, einigen Assignaten und dem Blei vom Dach bezahlte. Um 1840 weiterverkauft, wurden Arbeiten durchgeführt (Nordturm, Innenausbau inklusive Treppenhaus im Stil des 17. Jahrhunderts). Es wurde 1851 von der Familie Rabault-Texier-Hédelin erworben, die sich verpflichtete, es zu restaurieren, neu zu möblieren, zu beleben und schließlich den Inselgarten im Geiste der italienischen Renaissance wiederherzustellen. Seit 2017 hat mit der Familie Kientz-Pfister-Grunhertz eine neue Generation das Unternehmen übernommen.

## Sehenswürdigkeiten

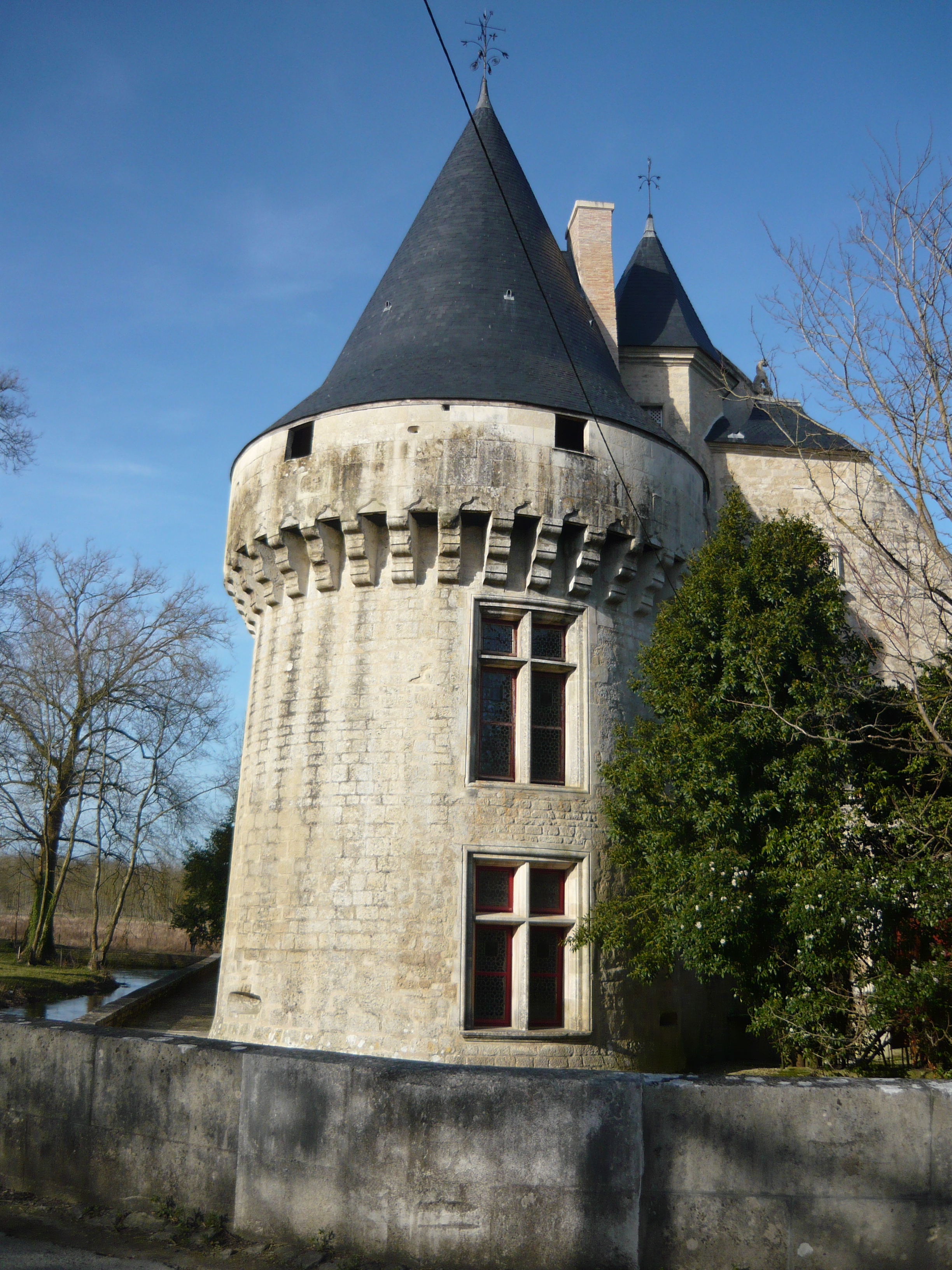
Der Rundturm des Schlosses aus dem Jahr 1495 hat noch einen Wehrgang mit Maschikulis, aber auch schon Kreuzstockfenster, die auf die Renaissance vorausweisen.

- Die weitgehend schmucklose einschiffige romanische Kirche Saint-Pierre steht in der Ortsmitte und stammt aus dem 12. Jahrhundert, wurde aber im 16. Jahrhundert durch Anbauten auf der Südseite erweitert. Einzig die Apsis verfügt außen wie innen über eine abstrakt-geometrische Bauzier. Das Kirchenschiff ist flachgedeckt; ein vorbereitetes Rippengewölbe wurde nicht ausgeführt. Ein gemalter Fries mit Wappen – vergleichbar denen in Rétaud und Rioux – umzieht die Wände. In den Anbauten des 16. Jahrhunderts findet sich eine Kassettendecke, die in ihrem Aufbau derjenigen im Schloss vergleichbar ist – nur ohne die allegorischen Darstellungen. Das Bauwerk wurde 1969 als Monument historique klassifiziert.[1]
- Hauptattraktion von Dampierre ist das von einem Wassergraben umgebene Schloss Dampierre-sur-Boutonne aus der Zeit der Renaissance, mit dessen Bau im Jahre 1495 begonnen wurde. Aus jener Zeit stammen die beiden noch mittelalterlich anmutenden Rundtürme. Im frühen 17. Jahrhundert wurde das doppelgeschossige Corps de Logis in Angriff genommen, das sich durch Arkadengänge zur Hofgartenseite öffnet. Der Arkadengang des Obergeschosses hat eine außergewöhnlich reich reliefierte Kassettendecke mit einer Vielzahl von allegorischen Figuren, Sprüchen, Wappen, kryptischen Symbolen etc., die größtenteils den Emblembüchern der damaligen Zeit entnommen sind. Das Bauwerk wurde 1926 als Monument historique klassifiziert.[2]
- In der Umgebung des Ortes befindet sich ein Eselzuchtbetrieb, der es sich zur Aufgabe gemacht hat, die großen zotteligen Poitou-Esel, die früher ausschließlich zum Zweck der Maultierzucht gehalten wurden, für die Nachwelt zu erhalten.